# Communauté de communes du Sud Charente
Pour l’article homonyme, voir Pays Sud Charente.
La Communauté de Communes du Sud-Charente est une ancienne communauté de communes française, située dans le département de la Charente-Maritime et la région Poitou-Charentes. Elle a été dissoute le 31 décembre 2013 pour fusionner avec la communauté d'agglomération Rochefort Océan et former la communauté d'agglomération Rochefort Océan.

## Géographie
Malgré son nom, cette communauté de communes n'était pas située au sud du département de la Charente, territoire appelé Sud-Charente, mais au sud de la Charente (fleuve) en Charente-Maritime près de Rochefort.
Elle faisait partie, avec la communauté d'agglomération du Pays Rochefortais, du Pays Rochefortais.

## Histoire
- Régime fiscal (au 01/01/2006): fiscalité additionnelle.

## Quelques données géographiques en 2010
- Superficie : 132,66 km2, soit 1,93 % du département de la Charente-Maritime

- Population en 2010 : 7 477 habitants, soit 1,2 % du département de la Charente-Maritime.

- Densité de population en 2010 : 56 hab/km2 (Charente-Maritime : 91 hab/km2)

- Évolution annuelle de la population entre 1999 et 2006: +5,76 % (+1,07 % pour le département).
- Évolution annuelle de la population entre 1990 et 1999: +0,39 % (+0,61 % pour le département).

- 1 commune de plus de 2 000 habitants : Soubise.
- Pas de ville de plus de 15 000 habitants.

## Composition
Lors de sa dissolution, elle était composée d'une partie du canton de Saint-Agnant dont les communes sont les suivantes :
1. Beaugeay
2. Champagne
3. La Gripperie-Saint-Symphorien
4. Moëze
5. Saint-Froult
6. Saint-Jean-d'Angle
7. Saint-Nazaire-sur-Charente
8. Soubise

## Compétences

### Compétences obligatoires
- Aménagement de l'espace
  - Schéma de secteur
  - Zone d'aménagement concerté (ZAC) à vocation économique d'intérêt communautaire
- Développement et aménagement économique
  - Création, gestion, aménagement de toutes les zones d'activités communautaires nouvelles, industrielle, commerciale, artisanale
  - Création, aménagement, entretien et gestion d'ateliers relais
  - Promotion des zones d'activités communautaires, des produits locaux et des sites de production
  - Opérations d'aides aux entreprises dans le cadre des dispositifs réglementaires
  - Création, aménagement, entretien et gestion d'équipements communautaires
  - Création, aménagement, entretien et gestion d'hébergements touristiques dont la capacité d'accueil est de 15 personnes ou plus
  - Création, aménagement, entretien et gestion de structures d'accueil, d'animation et de promotion touristique
  - Animation et promotion du territoire
  - Études à caractère économique

### Compétences optionnelles
- Protection et mise en valeur de l'environnement
  - Collecte et traitement de tous les déchets, hors des déchets incinérés ou issus de l'incinération et des plates-formes de compostage
  - Études et réalisations d'opérations ou programmes de valorisation des ressources naturelles
  - Élimination des nuisibles
  - Soutien aux actions de maîtrise de l'énergie et au développement des énergies renouvelables
- Politique du logement et du cadre de vie
  - Création, aménagement, entretien et gestion de logements sociaux et des logements des personnes défavorisées, conventionnés avec l'État
  - Programme local de l'habitat
- Culture et sport
  - Création, aménagement, fonctionnement et entretien d'équipements culturels et sportifs
  - Animations socioéducatives et sportives
  - Manifestations, évènements et initiatives à caractère culturel, artistique ou sportif
- Voirie - Création, aménagement, fonctionnement et entretien de chemins de randonnées pédestre, cycliste et équestre

### Compétences supplémentaires
- Politique intercommunale de la solidarité
  - Insertion par l'emploi dans le cadre de dispositifs réglementaires
  - Projet éducatif local pour les jeunes de 0 à 25 ans sur le territoire du canton
- Technologies de l'information et de la communication - Connaissance et sensibilisation à l'usage des Technologies de l'information et de la communication (TIC)